# Anastasia Kostaki
Anastasia Kostaki (26 de março de 1978) é uma ex-basquetebolista profissional grega.

## Carreira
Anastasia Kostaki integrou a Seleção Grega de Basquetebol Feminino, em Atenas 2004, que terminou na sétima posição.